# Jean Péridier
Pour les articles homonymes, voir Péridier.
Jean Péridier, né le 2 avril 1909 à Montpellier et mort dans cette même ville le 8 août 1982, est un homme politique et un avocat français.

## Biographie
Descendant d'une famille de viticulteurs héraultais, il est avocat à la Cour d'Appel de Montpellier en 1936, bâtonnier de l'Ordre des Avocats du Barreau de Montpellier de 1972 à 1974.

## Détail des fonctions et des mandats

### Mandats locaux
- Maire du Pouget de 1949 à 1965
- Conseiller Général du Canton de Roujan jusqu'en 1976.

### Mandat parlementaire
- 26 avril 1959 - 23 septembre 1962 : Sénateur de l'Hérault
- Juré suppléant à la Haute Cour de Justice, élu en novembre 1959.

## Publication
- La Commune et les artistes : Pottier, Courbet, Vallès, J.-B. Clément, Nouvelles Editions Latines, 1980  (ISBN 2-7233-0124-9)